# ファインマン物理学
『ファインマン物理学』（ファインマンぶつりがく、英: The Feynman Lectures on Physics）は1963年、1964年、1965年に出版されたリチャード・P・ファインマンとロバート・B・レイトン、マシュー・サンズによる3巻構成の物理学の教科書である。ファインマンが1961年から1963年にかけてカリフォルニア工科大学（California Institute of Technology, 略称: Caltech, カルテック)で学部1、2年生を対象に行った講義が基になっている。2013年からはカルテックのサイトでオンライン版"The Feynman Lectures on Physics"が無料で閲覧可能となっている。
日本語版としては、1967年に岩波書店から刊行された訳書がある。

## 各巻の内容

### Volume I: Mainly mechanics, radiation, and heat
物理学という学問の位置付けを解説した後、エネルギーの話からはじめて剛体まで力学全般を扱う。その中で微積分とベクトルの説明があり、特殊相対論も紹介される。続いて光学、熱力学、統計力学と進むが、途中で各分野を横断する概念として振動、波動、線形系などが説明される。また二重スリット実験を題材に量子力学を紹介している。I-5とI-6はファインマンの不在中にサンズが代わって行った講義でファインマンの講義の流れを邪魔しないように補足的なトピックが選ばれている。

### Volume II: Mainly electromagnetism and matter
静電気学から電磁波の輻射まで標準的な電磁気学のトピックがほぼ完全に含まれ、更に特殊相対論、物理光学、ローレンツの電子論による物性論が扱われる。途中でファインマンの口調を多く残した形で最小作用の原理の特別講義の章が入る。そのほかに連続体力学として弾性体と流体力学を取り上げ、最後に一般相対論が簡単に紹介される。この巻ではベクトル解析とテンソルが導入される。また、境界値問題など高度な数学が必要なトピックでは計算過程を省略して結果だけが紹介される。

### Volume III: Quantum mechanics
この巻はシュレディンガー方程式を解かなくても議論ができる量子力学的に単純な系の議論を中心にした量子力学入門である。Volume I の二重スリット実験の章(I-37, I-38)を再収録し、更に議論を進めて状態ベクトルと確率振幅が導入される。それ以後は一貫してブラ-ケット記法が使われる。これに続きスピン、二状態系、結晶格子内の電子の伝播、角運動量を扱い、最後は水素原子のシュレディンガー方程式とその解の紹介である。更にそのあとに番外編として「古典的状況のもとでのシュレディンガー方程式」の章が置かれている。

## 出版データ
何度か装丁を変えて出版されているが、記述の訂正や誤植の訂正を除けば基本的に本文の構成や内容に変わりはない。各版に対する正誤表がオンラインで提供されている。
- 初版(1963年-1965年) ハードカバー ISBN運用前
- ペーパーバック (1970年) ISBN 0201021153
- Commemorative Issue ハードカバー(青表紙) (1989年) ISBN 0201500647
- The Definitive and Extended Edition ハードカバー (2006年) ISBN 0805390456 (Feynman's Tips on Physicsを含む4冊組)
- The New Millennium Edition ハードカバー (2011年) ISBN 0465023827 (LaTeXによる組版)
- オンライン版"The Feynman Lectures on Physics" (2013年)

(上記リストのISBNは3冊セットまたは4冊セットに対して付けられたもので中のそれぞれの本にはまた別のコードが付けられている)

## 日本語訳
1967年に岩波書店より「ファインマン物理学」という書名、赤い表紙ハードカバー箱入り5冊構成で日本語訳が刊行された。偶数巻では章番号が1から始まるように付け直されている。1986年にペーパーバックの「新装版」になった。
- I 力学 (原書I-1～25) 坪井忠二訳 ISBN 4000077112
- II 光 熱 波動 (原書I-26～52) 富山小太郎訳 ISBN 4000077120
- III 電磁気学 (原書II-1～21) 宮島龍興訳 ISBN 4000077139
- IV 電磁波と物性[増補版][注 4] (原書II-22～42) 戸田盛和訳 ISBN 4000068334
- V 量子力学 (原書III) 砂川重信訳 ISBN 4000077155

## 背景
サンズが研究者、教員として来た頃、カルテックの物理学のカリキュラムは非常に旧式なものであった。1、2年生が学ぶのは古典物理の一部分に過ぎず、量子力学に至ってはそれにはじめて接するのは大学院になってからという状況であった。サンズは、優秀な学生の学習意欲を失わせてしまいかねないそのようなカリキュラムの状態を危惧し、それを改善するための運動を始めた。物理学科はその提案を受け入れ、レイトン、サンズ、ビクター・ネーア(Victor Neher)の3人を改善担当に指名した。
そこで3人は具体案を検討しはじめたが、サンズがファインマンに講義を担当してもらうことを思いついた。これをファインマンに打診したところ、1回限りという条件でファインマンは同意した。改善担当のチームはそのまま講座の担当チームとなり、最初の年度は学部1年生に、次の年度には2年生になった同じクラスが対象になり、週に2回の講義と演習、週に1回の実験が実施された。教員たちも講義を聴講し、ファインマンの話は録音されて黒板も写真に撮られた。講義が終わると、教員たちは録音を元に("ファインマン語”をふつうの言葉に翻訳して)テキストを作成し、印刷して講座を履修している学生に配布した。そのテキストの話が外部にも伝わり、手に入れたいという希望が多くなった。そのため、次年度の講座のテキストとしても使用することも考えて、本にして出版することが決まった。こうして生まれたのが「ファインマン物理学」である。
ファインマンは、この本の序文の中で「この新しい入門講座の結果に自信がない」と述べた。しかし、講座の担当者の一人だったサンズや受講した人の証言によれば、結果はそれほど悪くはなかったようである。この講義は履修した学生たちの多くが脱落してしまったが、その代わりに3、4年生や大学院生が聴講するようになったため、講堂は常に満員であった。そのため、ファインマンは何が起きているのかわからなかったという逸話がある。しかし、サンズは、自分は当時の状況を正確に知る立場にいたと述べた上でこれを否定している。とにかく、ファインマン、レイトン、サンズの3人は序文や前書きの中で「講座には改良の余地がある」と述べている。
この本はファインマンの講義のテープ起こしが元であるため、各章のまとめ、具体的な計算手順を示した例題、演習問題など一般的な物理の教科書が備えるべき要素が多く欠けており、講義の教科書や独習用としては採用しにくいといえる。しかし、読者はこの本でファインマンの目を通じて、物理の生き生きとしたイメージを知ることができるとして本書の評価は高く、副読本あるいは復習用に広く読まれている。また、ファインマンの知名度のため、この本は物理専攻ではない一般の人々にもよく知られている。初版出版後50年の時点で、少なくとも12の言語に翻訳され、英語版だけで150万部以上印刷された。
マイケル・ゴッドリーブ(Michael Gottlieb)が運営する「ファインマン物理学」の情報交換サイトでは、読者が発見した誤植や誤脱の収集を行っており、2006年にはそれを元に改訂を行った"The Definitive and Extended Edition"が刊行された。しかし、誤脱の報告はその後も続いて膨大な量になってしった。そのため、出版社のアディソン・ウェスリーは、コスト上の問題からすべての訂正を行うことができなくなってしまった。そこで、ゴットリーブたちは、訂正しやすくかつ電子書籍化も容易な電子組版システムの採用をカルテックに提案した。その提案は受け入れられ、2011年にLaTeXで組版を行った"The New Millennium Edition"がBasic Books(en)から刊行された。そして、2013年には、カルテックは"The New Millennium Edition"の3巻すべてを無料で閲覧可能なオンライン版「ファインマン物理学」として公開を開始した。閲覧環境に依存しない高品質なページを提供するためにHTML5、SVG、MathJaxなど、公開開始時の最高のWeb技術が使用されている。

## 演習問題
「ファインマン物理学」に付随する演習問題は、長い間入手不可能であった。しかし、新たに編集した問題集であるExercises for the Feynman Lectures on Physicsが、2014年に出版された。日本語訳では旧版のExercises for the Feynman Lecturesを翻訳したものが解答付で各巻末に収録されている。

## 派生版および関係のある本、CD

### Exercises for the Feynman Lectures
Exercises for the Feynman Lectures, 1965, Addison-Wesley, ISBN 2356487891 (絶版)

1962年から1963年にかけて講座で使用された演習問題をまとめたもの。
Exercises for the Feynman Lectures on Physics, 2014/8/5(予定), Basic Books, ISBN 0465060714

### Six Easy Pieces
Six Easy Pieces: Essentials of Physics Explained by Its Most Brilliant Teacher, 1994, Addison-Wesley, ISBN 0201408252

2011, Basic Books, ISBN 0465025277

「ファインマン物理学」の中から比較的易しい6つの章(I-1、I-2、I-3、I-4、I-7、I-37)を収録したもの。

### Six Not So Easy Pieces
Six Not So Easy Pieces: Einstein's Relativity, Symmetry and Space-Time, 1998, Addison-Wesley,ISBN 0201328429

2011, Basic Books, ISBN 0465025269

Six Easy Piecesより少し難しい6つの章(I-11、I-52、I-15、I-16、I-17、II-42)を収録したもの。

### Feynman's Lost Lecture
Feynman's Lost Lecture: The Motion of Planets Around the Sun, 1996, W. W. Norton & Company, ISBN 0393039188

2009, Kindle版

1964年3月にファインマンが物理クラスの1年生に対して行った客演講義。その講義のノートは何年間も行方不明になっていたが後に発見された。

### The Feynman Lectures on Physics on CD
The Feynman Lectures on Physics on CD, 2003 - 2010, Basic Books

講義の録音を収録したCD集全10セット。The Very Best of The Feynman Lecturesという抜粋版もある。講義の順番は「ファインマン物理学」と異なっているが対照表"correspondence between the books and the CDs"がWeb上にある。

### Feynman's Tips on Physics
Feynman's Tips on Physics: Reflections, Advise, Insights, Practice, A Problem-Solving Supplement to the Feynman Lectures on Physics, 2005, Addison-Wesley, ISBN 0805390634

ファインマン流物理がわかるコツ, 2007, 岩波書店, ISBN 4000059556

ラルフ・レイトン(ロバート・レイトンの息子)とマイケル・ゴットリーブの共著。「ファインマン物理学」に収録されなかった4つの講義(問題の解法に関する講義が3つと慣性航法に関する講義が1つ)と「ファインマン物理学」の誕生に関するマシュー・サンズの回想、演習問題とその解答から成る。4つの講義については「ファインマン物理学」の序文でファインマンが言及している。演習問題は講座の演習の時間に使われたものの一部(I-4からI-20の75問)である。2005年に刊行された"Feynmann Lectures on Physics The Definitive and Extended Edition"はこのTips on Physicsが含まれた4冊セットになっている。
Feynman's Tips on Physics: Reflections, Advise, Insights, Practice, A Problem-Solving Supplement to the Feynman Lectures on Physics (Revised Edition), 2013, Basic Books, ISBN 9780465027972

ファインマン(1966年)、ロバート・レイトン(1986年)、フォクト(2009年)へのインタビューを追加した改訂版(カッコ内はインタビューの年)。